# Tales from the Thousand Lakes
Tales from the Thousand Lakes (с англ. — «Сказания тысячи озёр») — второй альбом финской метал-группы Amorphis.
На этом альбоме группа продемонстрировала сочетание традиционного дэт/дум-метал с финской народной музыкой. По сравнению с дебютным альбомом The Karelian Isthmus Amorphis ушли от дэт-метала к неторопливому, вязкому звучанию. В группе появился клавишник Каспер Мартенсон, чьи способности стали активно использоваться.
Песни посвящены финскому народному эпосу «Калевала» и в значительной части состоят из цитат из него. Однако альбом в целом не представляет последовательного пересказа «Калевалы». Каждая песня посвящена какому-то отдельному фрагменту из цикла, которые даже не сохраняют хронологического порядка.
Изначальное ограниченное издание альбома содержало кавер-версию композиции The Doors «Light My Fire». На песню «Black Winter Day» был снят первый видеоклип группы и она вышла отдельным синглом вместе с «Light My Fire».

## История создания альбома
После успешного дебютного альбома группы The Karelian Isthmus музыканты решили пригласить в состав на постоянной основе клавишника Каспера Мартенсона и приступить к работе над вторым альбомом с тем же продюсером, что и на первом альбоме — Томасом Скогсбергом. В мае 1994 года альбом попал на прилавки музыкальных магазинов общим тиражом 100 000 экземпляров и стал самым хорошо продаваемым альбомом в истории лейбла Relapse Records на тот момент, а также послужил средством, благодаря которому лейбл стал известной и уважаемой фирмой.

## Список композиций

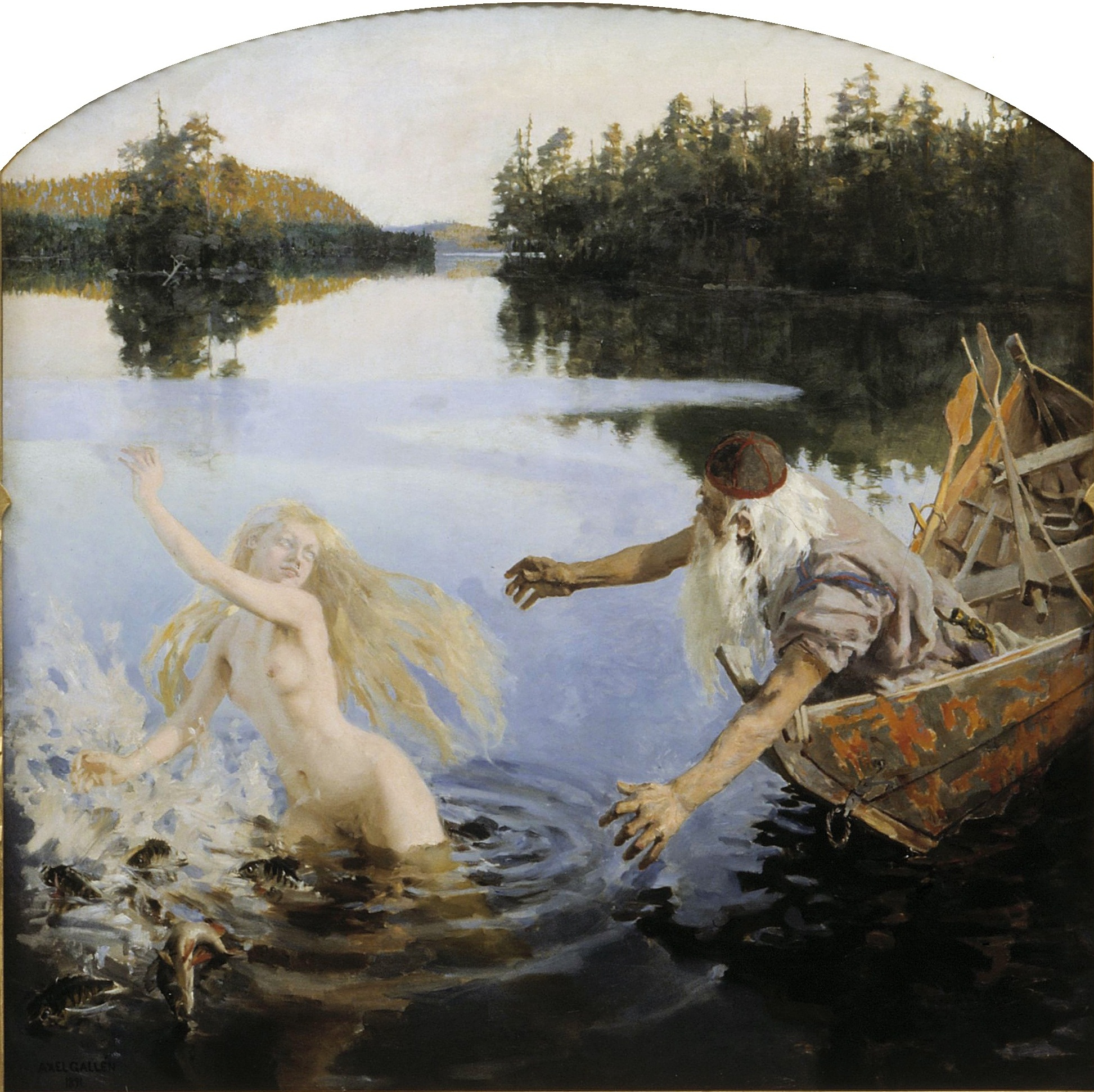
Сватовство Вяйнемёйнена

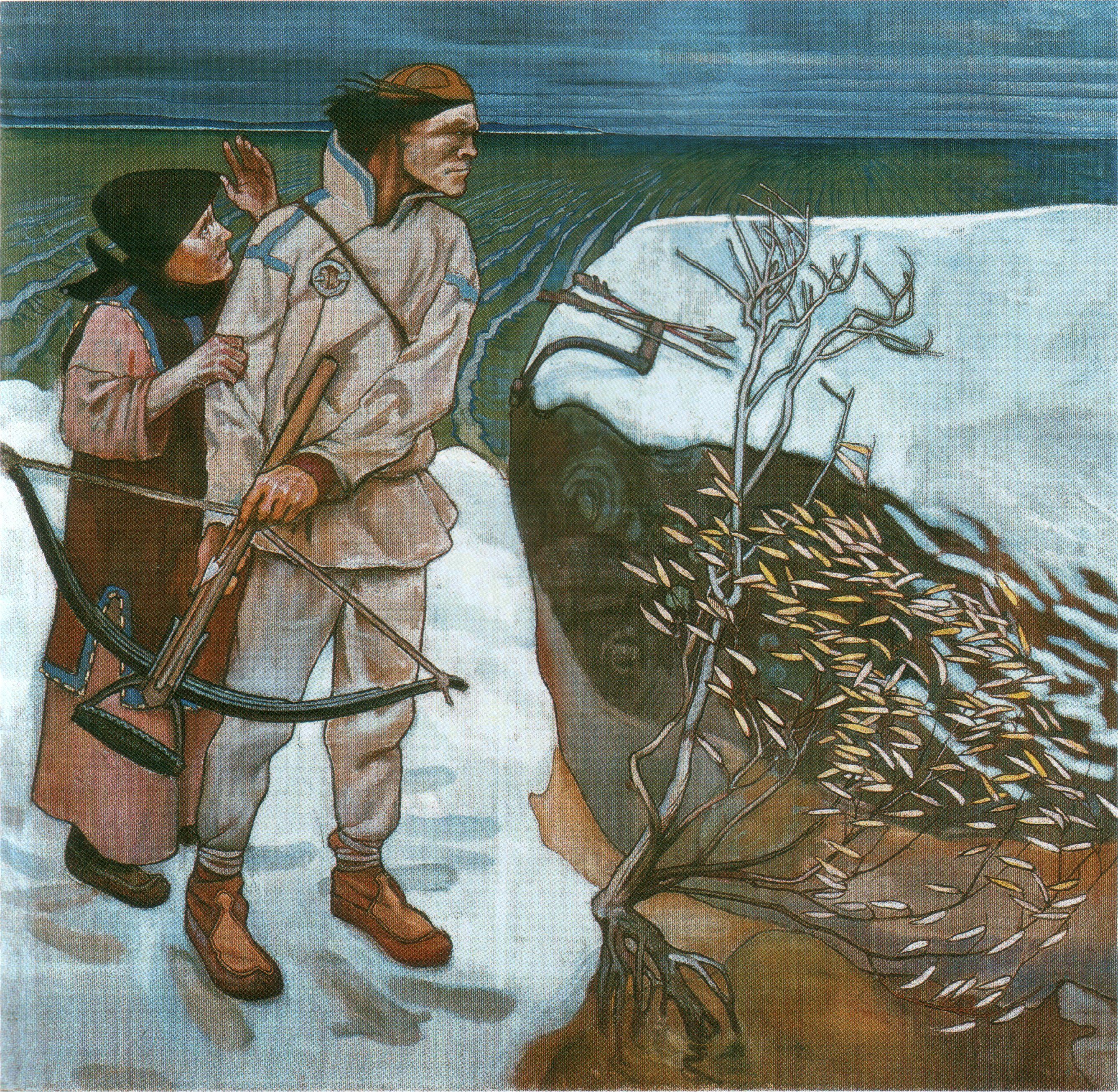
Месть Ёукахайнена

Все тексты написаны на основе эпоса «Калевала».
| №                   | Название            | Музыка                                   | Сюжет | Длительность |
| ------------------- | ------------------- | ---------------------------------------- | --- | ------------ |
| 1.                  | «Thousand Lakes»    | Мартенсон                                | «Тысяча озёр» — инструментал | 2:03         |
| 2.                  | «Into Hiding»       | Холопайнен, Лайне                        | «В укрытие» — убив господина Похъёлы, богатырь Лемминкяйнен вынужден искать укрытия от мести его жены, колдуньи Лоухи.                       | 3:42         |
| 3.                  | «The Castaway»      | Холопайнен, Лайне, Мартенсон, Койвусаари | «Выброшенный в море» — мудрец Вяйнямёйнен сброшен в море стрелой Ёукахайнена, и его подбирает орёл                                           | 5:30         |
| 4.                  | «First Doom»        | Холопайнен                               | «Первая погибель» — Мать нагадала Лемминкяйнену три погибели, которые ждут его на пути в Похьёлу. Первая погибель — гора, извергающая огонь. | 3:49         |
| 5.                  | «Black Winter Day»  | Мартенсон                                | «Чёрный зимний день» — Дочь колдуньи Лоухи, выданная за кузнеца Ильмаринена, горюет о разлуке с родным домом.                                | 3:48         |
| 6.                  | «Drowned Maid»      | Холопайнен, Лайне, Койвусаари            | «Утопленница» — Об Айно, сестре Ёкухайнена, которая утопилась, чтобы не выходить замуж за старого Вяйнямёйнена.                              | 4:23         |
| 7.                  | «In the Beginning»  | Холопайнен, Лайне                        | «В начале» — Первые строки Калевалы. Рунопевец начинает песню о старых временах.                                                             | 3:34         |
| 8.                  | «Forgotten Sunrise» | Холопайнен                               | «Забытый рассвет» — Рунопевец славит старые времена, а нынешние называет дурными.                                                            | 4:50         |
| 9.                  | «To Fathers Cabin»  | Холопайнен, Лайне                        | «В избушку отца» — Лемминкяйнен молит бога Укко укрыть его от врагов по пути домой.                                                          | 3:47         |
| 10.                 | «Magic and Mayhem»  | Холопайнен                               | «Магия и безумие» — магический поединок Лемминкяйнена и господина Похъёлы.                                                                   | 4:27         |
| Общая длительность: | Общая длительность: | Общая длительность:                      | Общая длительность: | 39:53        |

## Музыканты
- Эса Холопайнен — лидер-гитары
- Томи Койвусаари — вокал, ритм-гитара
- Олли-Пека Лайне — бас-гитара
- Каспер Мартенсон — клавишные (MiniMoog)
- Ян Рехбергер — ударные
- Вилле Туоми — чистый вокал, чтение текста